# 貝本會
貝本會本部位於名古屋市中川區本前田町100 的設置（前事務所愛知縣名古屋市中村區下中村町1-36 ）。是日本指定暴力團 六代目山口組的二次團體。構成員數約500人。

## 略史
貝本健原本是三代目山口組 小田秀組（組長・小田秀臣）組員，1984年6月、小田秀組解散，貝本健加入四代目山口組 松山組（組長・松山政男）擔任若頭，並在名古屋市組成「貝本會」。松山組二代目發展時，貝本健就任舎弟頭。1999年3月，貝本健升格為五代目山口組直參若中。2009年10月、六代目山口組新設「組織委員」職務，貝本健就任首批組織委員。

## 最高幹部
- 會長・貝本 健（二代目松山組舍弟頭、五代目山口組若中、六代目山口組若中、組織委員）
- 若頭・桑田武春（桑田組組長）
- 舍弟頭・本城鐵夫（本城組組長）
- 本部長・宮西一秀（宮西組組長）